# Awa Poulo
Pour les articles homonymes, voir Poulo.
Awa Poulo est une auteure-compositrice-interprète et chanteuse malienne d'origine peule, elle est fille d'une chanteuse malien Inna Baba Coulibaly.

## Biographie
Awa est une auteure-compositrice-interprète et chanteuse peule originaire de Dilly, au Mali, près de la frontière avec la Mauritanie, une commune de la région de Koulikoro.

## Carrière
Awa commence sa carrière musical en faisant entendre ses chansons enracinées dans les traditions pepeule. En 2017, elle sort "Poulo Warali",.